# Elecciones municipales de 2019 en Anchuelo
Las elecciones municipales de 2019 se celebraron en Anchuelo el domingo 26 de mayo, de acuerdo con el Real Decreto de convocatoria de elecciones locales en España dispuesto el 1 de abril de 2019 y publicado en el Boletín Oficial del Estado el día 2 de abril. Se eligieron los 9 concejales del pleno del Ayuntamiento de Anchuelo.

## Candidaturas
El 30 de abril de 2019 fueron proclamadas 3 candidaturas: Partido Socialista Obrero Español (PSOE), Vecinos por Anchuelo (VxA) y Partido Popular (PP).

## Resultados
La candidatura más votada en esta legislatura fue la del Partido Popular, cuya lista estaba encabezada por Javier Doncel Fernández, la cual obtuvo 5 concejales en el pleno municipal, uno más que en la anterior y por lo tanto la mayoría absoluta. El partido vecinal Vecinos por Anchuelo fue el gran perdedor de la cita electoral al perder la alcaldía pasando de 5 escaños a 3 en la actual legislatura con José María González Bengoechea y el PSOE consiguió un escaño en el consistorio, consiguiendo entras tras quedarse fuera las elecciones anteriores con Juan Ramón Bravo del Moral.
Los resultados completos se detallan a continuación:
| Candidatura     | Candidatura                              | Votos | %                               | Escaños                         |
| --------------- | ---------------------------------------- | ----- | ------------------------------- | ------------------------------- |
|                 | Partido Popular (PP)                     | 303   | 48,33                           | 5                               |
|                 | Vecinos por Anchuelo (VxA)               | 208   | 33,17                           | 3                               |
|                 | Partido Socialista Obrero Español (PSOE) | 97    | 15,47                           | 1                               |
| Votos en blanco | Votos en blanco                          | 19    | 3,03                            |                                 |
| Votos válidos   | Votos válidos                            | 608   | 100,00                          | 9                               |
| Votos nulos     | Votos nulos                              | 27    | Participación: \| \| 69,95 % \| | Participación: \| \| 69,95 % \| |
| Votantes        | Votantes                                 | 654   | Participación: \| \| 69,95 % \| | Participación: \| \| 69,95 % \| |
| Electores       | Electores                                | 935   | Participación: \| \| 69,95 % \| | Participación: \| \| 69,95 % \| |
|                 | 69,95 %                                  |       |                                 |                                 |

## Concejales electos
Relación de concejales electos:
| N.º | Nombre                          | Lista | Lista |
| --- | ------------------------------- | ----- | ----- |
| 1   | Javier Doncel Fernández         |       | PP    |
| 2   | José María González Bengoechea  |       | VXA   |
| 3   | Francisco Javier Fernández Abad |       | PP    |
| 4   | María Gema Rodríguez del Amo    |       | VXA   |
| 5   | Patricia Jiménez Marina         |       | PP    |
| 6   | Juan Ramón Bravo del Moral      |       | PSOE  |
| 7   | Jorge Díaz Flores               |       | PP    |
| 8   | Ramiro Díaz Hermira             |       | VXA   |
| 9   | Antonio Sánchez Huete           |       | PP    |

## Investidura del alcalde
En la votación de investidura, celebrada el 15 de junio de 2019, el candidato del Partido Popular, Javier Doncel Fernández, resultó elegido alcalde de Anchuelo por mayoría absoluta; con los votos de los 5 concejales de su partido político y el apoyo del concejal del Partido Socialista Obrero Español
| Candidato/a                    | Partido | Votos | Alcalde                 |
| ------------------------------ | ------- | ----- | ----------------------- |
| Javier Doncel Fernández        | PP      | 6     | Javier Doncel Fernández |
| José María González Bengoechea | VxA     | 3     | Javier Doncel Fernández |
| Total                          | Total   | 9     | Javier Doncel Fernández |